# Diospyros sumatrana
Diospyros sumatrana är en tvåhjärtbladig växtart som beskrevs av Friedrich Anton Wilhelm Miquel. Diospyros sumatrana ingår i släktet Diospyros och familjen Ebenaceae. Utöver nominatformen finns också underarten D. s. sumatrana.